# Илидан Стормрејџ
Илидан Стормрејџ (енгл. Illidan Stormrage) измишљени је карактер који се појављује у Warcraft играма компаније Blizzard Entertainment. Рођен као ноћни елф и чаробњак, његова потрага за моћи довела га је до извршавања неколико ужасавајућих дела над својим народом, због чега је добио надимак „издајник” и постао први ловац на демоне. Самопрозвани господар Аутленда(енг. Outland), побегао је у Легију и постао делом демон. Овај карактер је један од најспомињанијихи најпопуларнијих у Warcraft франшизи и добио је позитивне критике од стране играча. Глас му је давао Matthew Yang King у Warcraft III: Reign of Chaos и у експанзији The Frozen Throne, и од стране Liam O’Brien од World of Warcraft: The Burning Crusade надаље.

## Развој
У интервијуу са члановима Warcraft развојног тима Scott Mercer-а и Greg Street-а, Mercer је поменуо: „Схватили смо да се Илидан појављивао доста у уметничком концепту и у осталој материји везаној за експанзију, али врло мало играча га је заправо видело у игри. За већину хероја, Илидан је био као Саурон у Господару Прстенова, он је свеприсутно зло за које су сви чули, али никад се нису сусрели очи у очи”. То је резултовало да развојни тим уложи више напора да осигура играчима да имају „више личног искуства” са карактерима попут Илидана.

## Улога у игриWarcraft
Илидан Стормрејџ је први ловац на демоне, који увек са собом носи мачеве „Twin Blades of Azzinoth”, узете од пораженог господара демона. Рођен је као ноћни вилењак пре рата древних народа, конфликта који се догодио 10.000 година пре Трећег рата, кад је хаотична Легија напала Азерот. Вођен жељом за моћи и жељом да импресионира Тиранде Виспервинд, Илидан је склопио савез са Легијом да осигура улаз њиховог вође, Саргераса, у Азерот преко моћи артифекта званог демонска душа и енергије извора вечности. Напори Малфјуриона, Илидановог брата близанца, покварили су планове Легије, тако што је са Илиданом, који је прешао на његову страну, успео да порази демоне. Након обнављања уништеног Извора вечности, тј. прикупљања његове моћи која је привукла Легију да нападне Азерот на првом месту, Илидан је послат у затвор на десет хиљада година. Добио је надимак „издајник” током рата древних народа, након кога је он једнако обмањивао и пријатеље и непријатеље у жељи да стекне што већу моћ.
Током трећег рата, Тиранде је ослободила Илидана наког десет миленијума заробљеништва, у нади да ће се издајник искупити у борби против Легије. Иако се борио да заштити свој народ, убрзо је поклеко, након што је упио моћи из демонске лобање Гул'Дана. Илидан је постао демон, након чега је одбачен од стране свог брата. Бежећи од беса ноћних виловњака, два пута осуђивани Илидан је склопио савез са једином снагом која је хтела да га прохвати — Легијом. Илиданови демонски господари су га послали да уништи Краља Личева(енг. Lich King), који се ослободио утицаја демона. Илидан, међутим, није успео да постигне свој задатак. Да би се заштитио од освете Легије, Илидан је побего у Аутленд, уништени свет којим је владао уз помоћ генерала нага расе, Лејди Вашј(енг. Lady Vashj), принца крвавих виловњака, Кел’таса(енг. Kael'thas) и господара групе дренеја, Акаме. Илидан је главни противник у експанзији World of Warcraft: The Burning Crusade. Поражен је од стране Мајев Шадовсонг (енг. Maiev Shadowsong), чувара затвора где је био затворен, у нападу почетом од стране Акаме и играча.
Илидан је представљен у неколико задатака у две експанзије одмах након World of Warcraft: The Burning Crusade. У World of Warcraft: The Frozen Throne, играчи су у улози Артаса(енг. Arthas) у сукобу са Илиданом испред Цитаделе (енг. Icecrown Citadel), на крају експанзије. У World of Warcraft: Cataclysm, играчи су у улози Илидана, присвајају лобању Гул'Дана(енг. en:Characters of Warcraft#Gul'dan Gul’dan) и убијају демона Тихондријуса(енг. Tichondrius)(из игре Warcraft:Reign of Chaos). Такође се појављује у тамници Извора Вечности(енг. Well of Eternity), на крају експанзије World of Warcraft: Cataclysm, где играчи путују десет хиљада година уназад на крај рата древних народа.
Илидан се поново појављује у експанзији World of Warcraft:Legion, шестој експанзији игре World of Warcraft. Најава приказује Гул Дана у другом свету Драенора(енг. Draenor) како проналази Илиданово тело заробљено унутар кристала у гробници чувара(енг. Vault of the Wardens). На кратко се појављује у уводној најави за класу ловца на демоне(која починје непосредно пре Илиданове смрти у експанзији World of Warcraft: The Burning Crusade), како шаље своје следбенике на свет по имену Мардум(енг. Maardum) да преузму демонски артифект по имену „Sargerite Keystone”, који би дозволио да нападну било који свет који је под контролом Легије. Ловци на демоне су успели и вратили се у Аутленд(енг. Outland), само да би сазнали да је Илидан поражен, након чега су и они заробљени у гробници чувара. Низ задатака доступни свим класама укључују Нару(енг. Naaru), кристална бића која отеловљује светлост, тражећи да оживе Илидана као изабраног хероја против Легије. Играчи се стављају у улогу Илидана током уводних борби, укључујући његову смрт у црном храму(енг. Black Tample).
Након пораза Гул'Дана, кристал у коме са налазио Илидан је померен, док је Гул'Дан бацао чаролију. Након пораза Гул'Дана, Илидан га хвата и убија га на сличан начин као што је убијен Varian Wrynn, претходни крај Стормвинда (енг. Stormwind). Након тога Илидан изазива играче да му се придруже да поразе Легију.

### Остала појављивања
Илидан се појављује као карактер кога је могуће контролисати у видео игри Heroes of the Storm. Има могућност да се креће брзо и прескаче непријатеље. Као и много истакнути World of Warcraft карактери, Илидан се појављује као карта коју је могуће поседовати у видео игри Hearthstone. На крају, појављују се као противник ког играч мора победити у уводној фази игре.

### World of Warcraft: Илидан
У роману World of Warcraft: Illidan, написаног од стране William King-а и објављен од стране Del Ray Books у априлу 2017, више детаља је откривено о Илидановим намерама него што је било приказано у експанзији World of Warcraft: The Burning Crusade. Главна прича у књизи дешава се шест месеци пре него што је Илидан поражен од стране играча. Ради се о скупљању војске ловца на демоне и о његовим плановима како поразити Легију.

## Одзив
Овај карактер је добио углавном позитивне критике. Часопис Empire га је сместио на седамнаесто место на својој листи „50 најбољих карактера видео игара”. Такође је стављен на пето место листе „топ 10 величанствених зликовца игре Warcraft” коју је начинио Matthew Rossi за блог Engadget наводећи „његови поступци токон и након рата су били кључни у поразу Легије и очувању магије. Да није било илидана Нордрасил(енг. Nordrassil) не би постојао, нити извор вечности, а Хијал(енг. Hyjal) би био само планина. Упркос затвореништву од десет хиљада година због својих дела, Илидан је успео да се инфилтрира у Легију и добије моћ лобање Гул Дана.” Такође је навео „Он је један од највећих који се служио магијом, и први икад који је прогањао и убијао демоне, чудак и лудак. Издао је сопствени наод да би заштитио и њих и свет, али увек је себи био на првом месту. Себичан, живахан, озлојеђен, мучен од стране самог себе, помогао је да Азерот буде како јесте данас.” Сусрет са Илиданом у Црном храму стављен је на листу „10 најбољих момената игре World of Warcraft” британског сајта Digital Spy, где је Andy Joannou навео „Са Илиданом у Црном храму, то место је постала тамница која дефинише саму игру World of Warcraft”
Док је критиковао константно убијање зликоваца, Matthew Rossi је такође сматрао да је Илиданова смрт на врху Црног храма била несрећан случај, и да је његова смрт на врху Црног храма губитак значајног дела приче, не само зато што није достојан тога, већ што пуштањем тамнице Сунчевог платоа (енг. Sunwell Plateau), сазнајемо да он уопште није био главна претња, у ствари он је заправо био фигура опседнута својим поразом на крају игре Warcraft III, а Кил Јаден(енг. Kil’Jaeden) је био тај који је све време представљао претњу. Darren Brown из Engadget-а поменуо је овај лик као један са којим је било најтеже сукобити се у игри World of Warcraft. Yannick Lejacq на блогу Kotaku је набројао алузије на везу између Тиранде и Илидана као један од позитивних аспеката игре Heroes of the Storm, рекавши да Тиранде и Илидан имају слабу романтичну прошлост из својих дана проведених заједно у игри World of Warcraft.
Због своје популарности, Илидан се често појављивао у различитој роби повезаној са игром World of Warcraft. То укључује фигурице и костиме за ноћ веђтица. Такође је популаран карактер у кога се прерушавају.